# Condado de Falls
O Condado de Falls é um dos 254 condados do estado americano do Texas. A sede do condado é Marlin, e sua maior cidade é Marlin.
O condado possui uma área de 2 004 km² (dos quais 12 km² estão cobertos por água), uma população de 18 576 habitantes, e uma densidade populacional de 9 hab/km² (segundo o censo nacional de 2000).
O condado foi fundado em 1850.